# Artenik Arabadjian
Artenik Arabadjian (bulgare : Артеник Арабаджиян), (né le 16 février 1930 à Haskovo, en Bulgarie) et mort le 1er mai 2017 à New York, est un ancien joueur, entraîneur et arbitre de basket-ball bulgare d'origine  arménienne.

## Biographie
Artenik Arabadjian remporte quatre titres de champion de Bulgarie en tant que joueur. Il devient ensuite arbitre de 1967 à 1983. Il dirige des rencontres aux Jeux olympiques 1972, de 1976 et de 1980, ainsi qu'aux championnats du monde 1974 et 1978 et lors de six éditions du championnat d'Europe. 
Artenik Arabadjian est aussi nommé parmi les 50 meilleurs contributeurs de l'Euroligue et membre du FIBA Hall of Fame.